# Costume populare românești

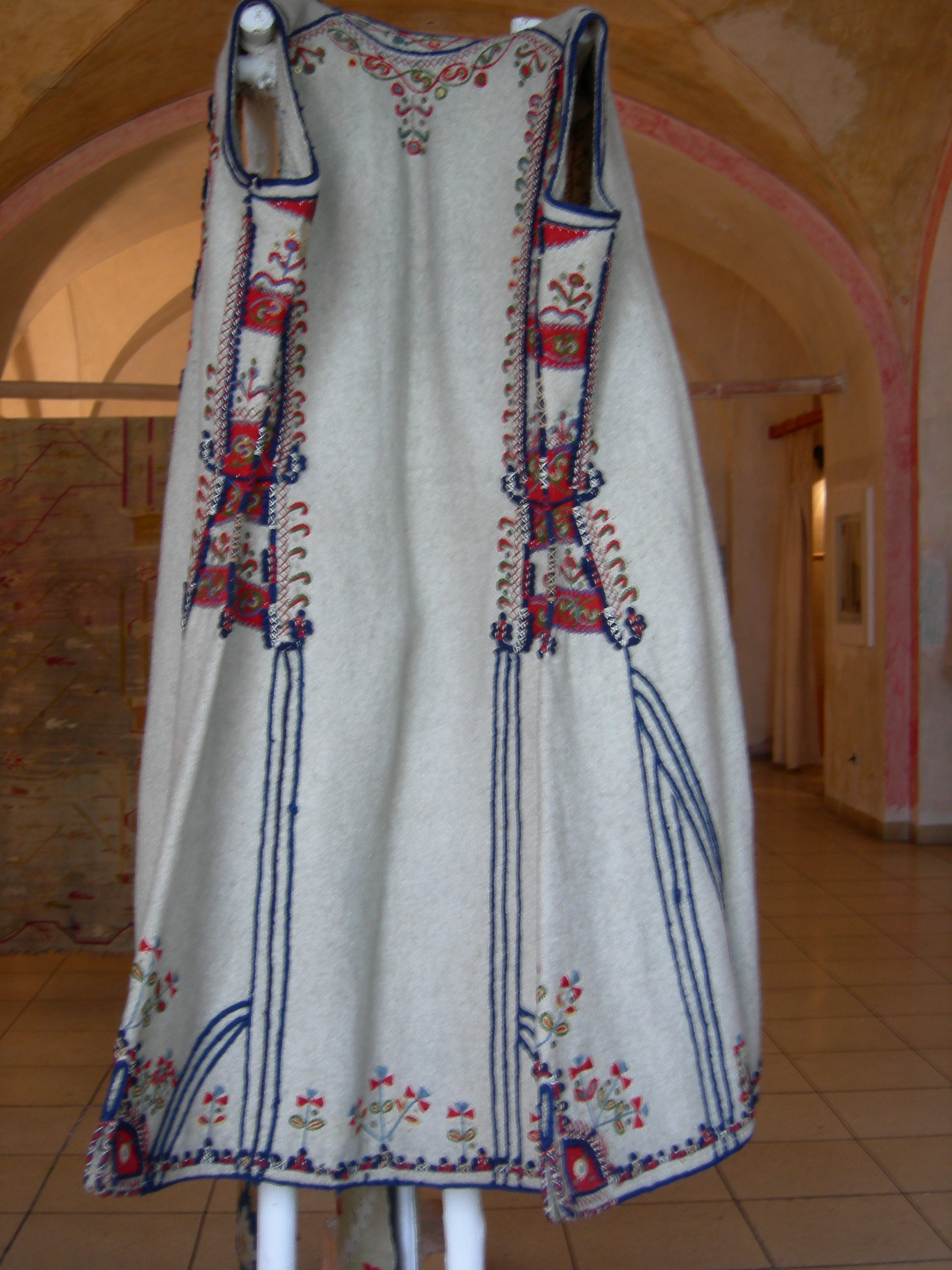
Costum femeiesc

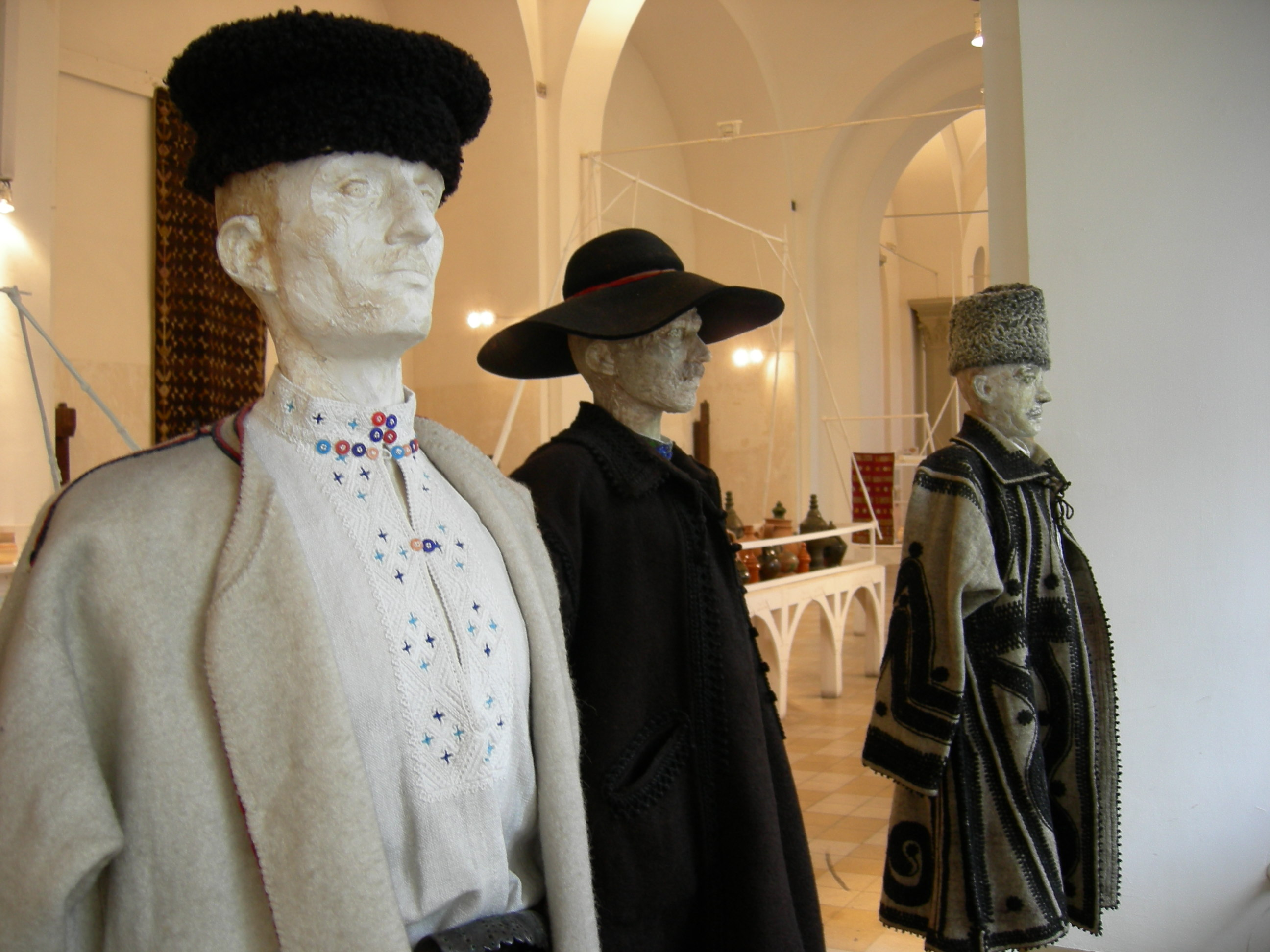
Costum bărbătesc

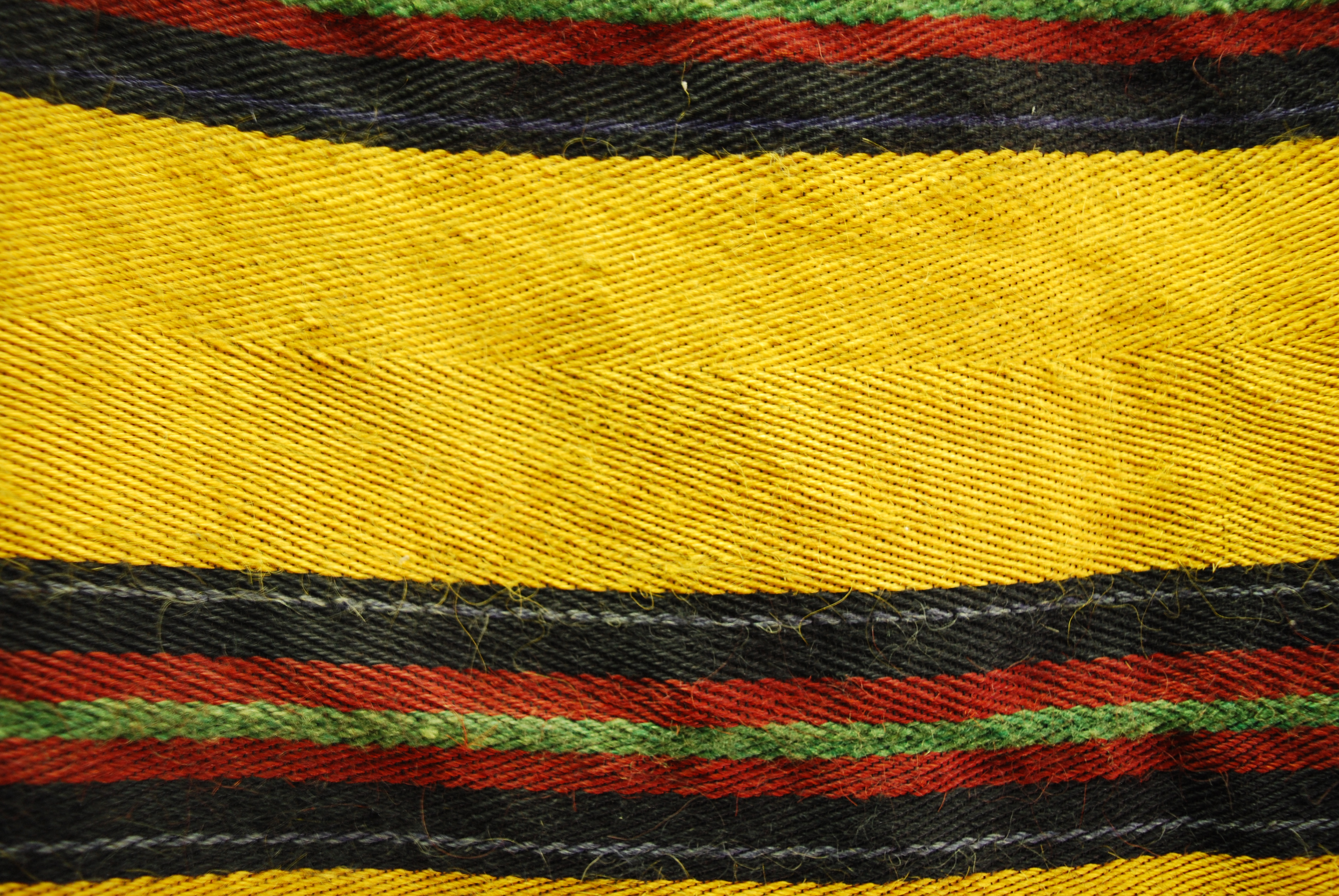
Ștergar din Maramureș

România este una dintre puținele țări din lume unde, după anii 2000, unii oameni de la sat încă mai poartă costume tradiționale și în zilele de lucru, nu numai cu ocazia anumitor sărbători. 
România se remarcă printr-o varietate extraordinară de costume populare.

## Regiuni etnografice
În mare, costumele populare românești se pot împărți în șapte regiuni folclorice. Mai detaliat, costumele populare românești se pot clasifica pe zone etnografice, numărul zonelor variind între 40 și 120, totul depinzând de persoana care face împărțirea și de criteriile folosite.
Confecționarea costumului popular românesc a pornit de la materii prime produse în gospodăriile țăranilor, dar a evoluat odată cu trecerea timpului, reprezentând azi o adevărata măiestrie atât în obținerea și decorarea țesăturilor cât și a broderiilor. Portul popular are aceeași structură pe tot teritoriul țării dar se deosebește de la o regiune la alta prin amănunte cum ar fi croiala, forma și culoarea. Cele șapte mari regiuni folclorice sunt:
1. Transilvania
2. Câmpiile de vest: Câmpia Mureșului Inferior, Câmpia Crișurilor (Crișul Negru, Crișul Alb, Crișul Repede), Câmpia Someșului inferior (Țara Oașului)
3. Banat, cuprinzând Lunca Timișului și Caraș-Severin.
4. Țara Românească, cuprinzând Oltenia și Muntenia.
5. Zona Dunării inferioare, cuprinzând Bărăganul, Dobrogea și sudul Moldovei.
6. Moldova, inclusiv Basarabia, Bucovina și Transnistria.
7. Românii din peninsula Balcanică, care la rândul lor se împart în 4 subgrupe:

- Daco-românii de-a lungul granițelor românești: Cadrilater (Bulgaria), Timoc (nord-vestul Bulgariei și estul Serbiei), Voivodina/Banatul sârbesc și în Ucraina (mai ales în regiunile Cernăuți și Odesa).
- Istroromânii din Istria, Croația.
- Macedoromânii (sau „aromânii”) din Albania, Macedonia de Nord, Grecia, Bulgaria.
- Meglenoromânii din Grecia și Macedonia de Nord.

## Galerie

Costume populare din zona Muscel
Costume populare din zona Muscel
Costume populare din zona Muscel
Costume populare din zona Mehedinți
Costume populare din zona Prahova
Costume populare din zona Argeș
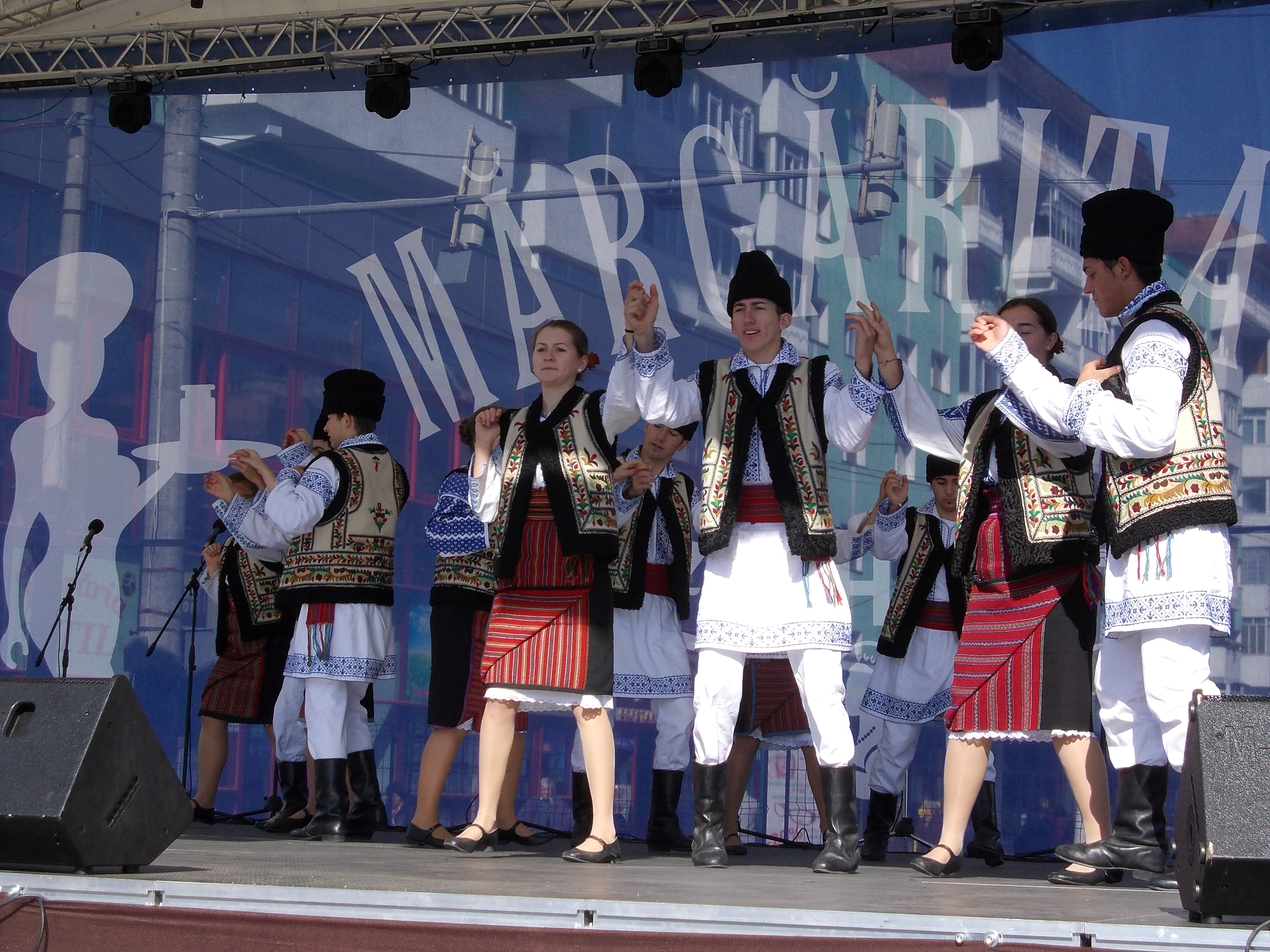
Ansamblul Izvorașul din Săbăoani, în port popular moldovenesc
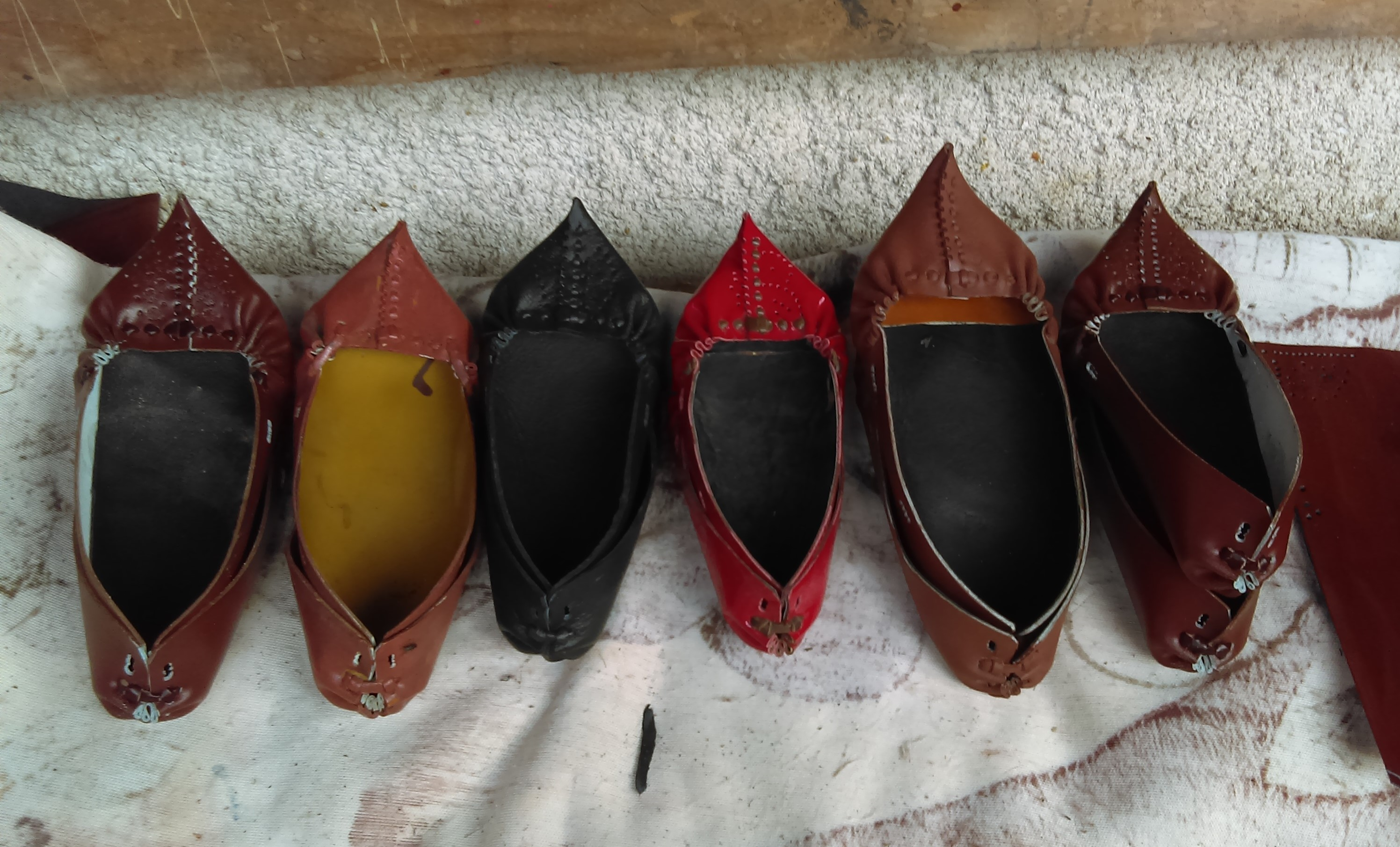
Maramureș
- Opincă, Maramureș